# Amphicoma pectinata
Amphicoma pectinata es una especie de coleóptero de la familia Glaphyridae.

## Distribución geográfica
Habita en Japón.